# Hřbitov u kostela Všech svatých (Plzeň)
Hřbitov u kostela Všech svatých má přibližně čtvercový půdorys, přičemž kostel Všech svatých se nachází v jeho jihovýchodní části. Ve východní zdi hřbitova je při jižním okraji umístěna vstupní branka a o něco severněji pak vstupní brána. Ohradní zeď hřbitova, márnice a soubor 61 náhrobků a hrobek je chráněn jako kulturní památka České republiky.

## Historie
Hřbitov byl založen pravděpodobně již v první polovině 12. století a sloužil především tehdejším obcím Malice a Záhorsko. Od doby založení Nové Plzně v roce 1295, zde byli, až do 14. století, kdy vznikl hřbitov u kostela sv. Bartoloměje i její obyvatelé. Později zde nacházeli místo posledního odpočinku spíše obyvatelé z nižších vrstev, především z předměstských Skvrňan či Bolevce.
V době morových epidemií se na hřbitově objevují masové hroby. Stejně tak jsou zde pohřbeny oběti požáru v roce 1742 z řad francouzského vojska. V roce 1782 pak i vojáci ruského vojska, které tou dobou Plzní procházelo. Svého významu nabývá hřbitov v roce 1784, kdy císař Josef II. svým nařízením ruší hřbitovy umístěné ve městech, tedy i hřbitov u svatého Bartoloměje a hřbitovy u obou tehdejších plzeňských klášterů. V Plzni se tak pohřbívalo především na zdejším hřbitově a na hřbitově u kostela svatého Mikuláše. Od přibližně 80. let 19. století nabývá hřbitov u kostela Všech svatých ještě většího významu, neboť jsou zde k poslednímu odpočinku uloženy některé významné plzeňské osobnosti. V roce 1900 je však hřbitov uzavřen a okolní obce si v roce 1903 zřizují vlastní hřbitovy. V 60. letech 20. století je uvažováno o parkové úpravě hřbitova, ale k té však nedošlo. Postupné obnovy se hřbitov dočkal v souvislosti s opravami kostela. V roce 1988 byla zpracována dokumentace ke hřbitovu, ale k realizaci záměru na parkovou úpravu opět nedošlo. Oprava kostela i náhrobků předních měšťanů, kněží a podnikatelů se zdařila do jara 2018 (D. Růžička ve zprávách ČT 24, 25.3.2018).

## Hrobky a náhrobky
Z doby největšího rozmachu hřbitova především v 19. století pochází řada významných hrobek a náhrobků, například plzeňského arciděkana Františka Herolda (zemřel 1903), knihovníka Tomáše Cimrhanzla (1899), majitele zvěřince Antonína Kludského (zemřel 1859), inženýr Škodových závodů a průkopník létání v Plzni Ing. Mikoletský, hrobka rodiny Rohrerovy a další. Dnes zabílený nápis „Coemeterium patrum a fratrum franciscanorum Pilsnae“ označoval i hrobku plzeňských františkánů u severní stěny kostela. Bezesporu velmi zajímavým byl náhrobek rodiny Trejbalovy, zhotovený Janem Kastnerem dle návrhu Kamila Hilberta s vrcholovou sochou svatého Jana Křtitele a sochou Ukládání do hrobu. Tento náhrobek však byl přemístěn na hřbitov u kostela svatého Jiří.

## Fotogalerie

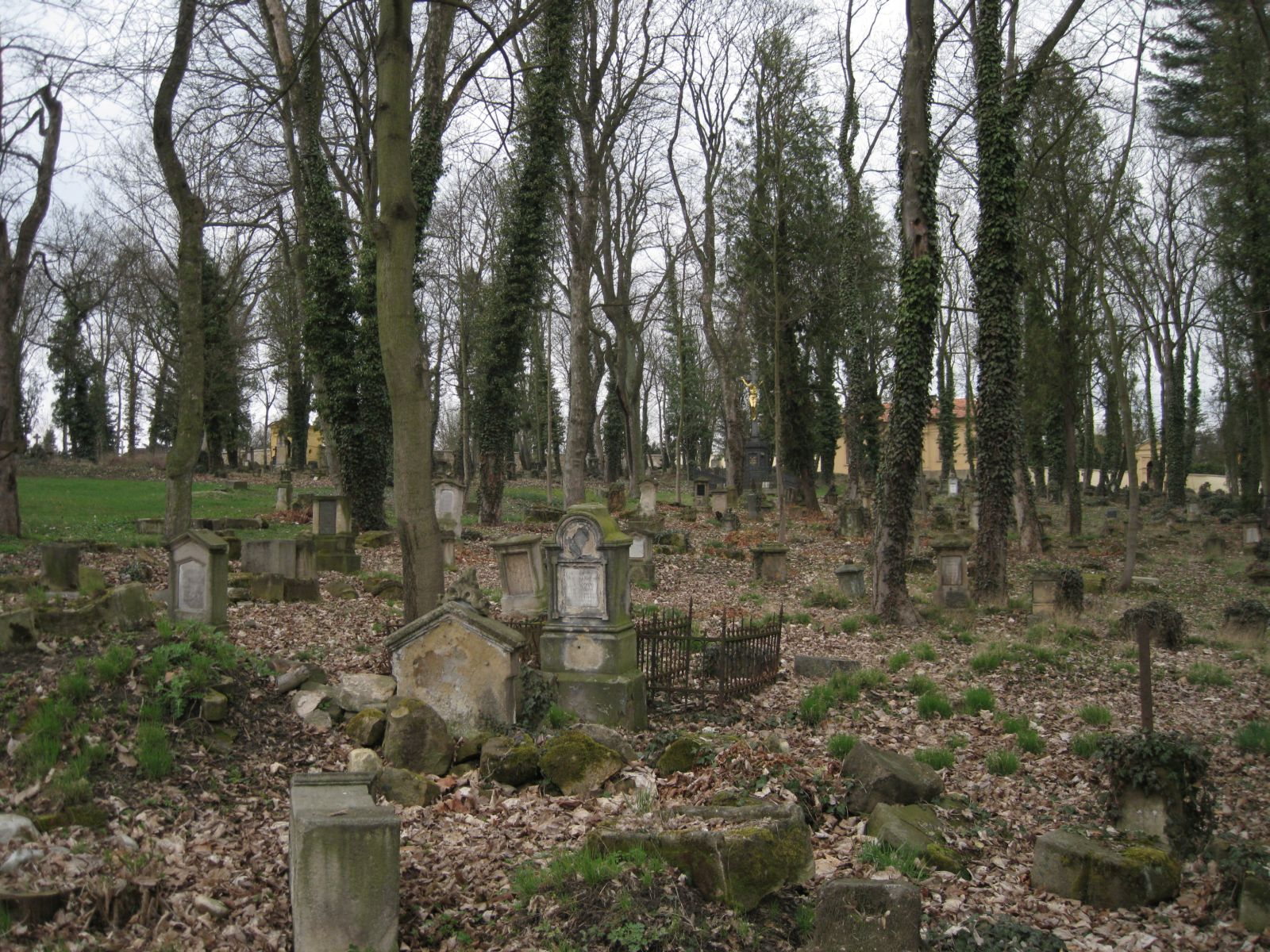
Celkový pohled na hřbitov
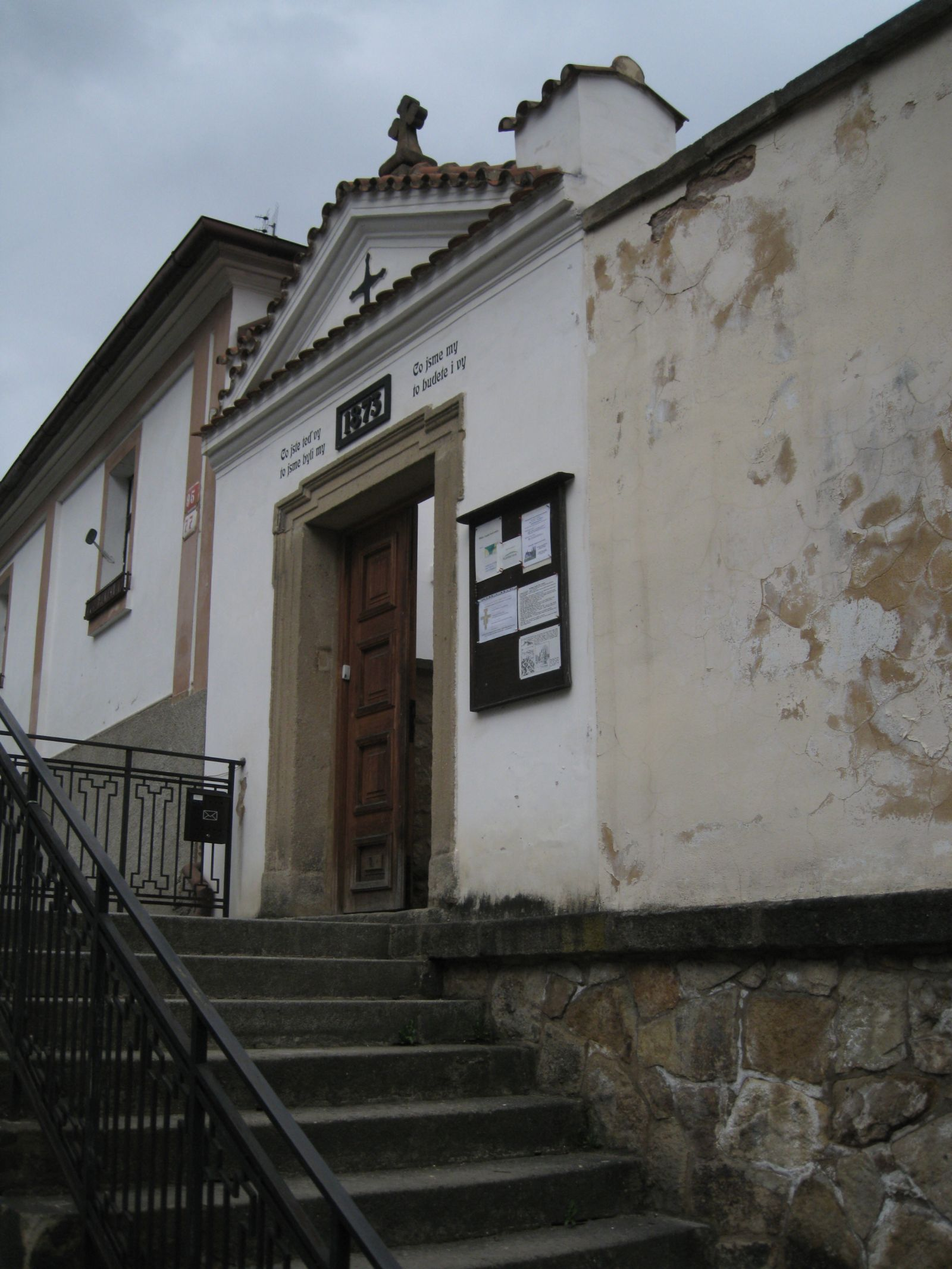
Vstupní branka
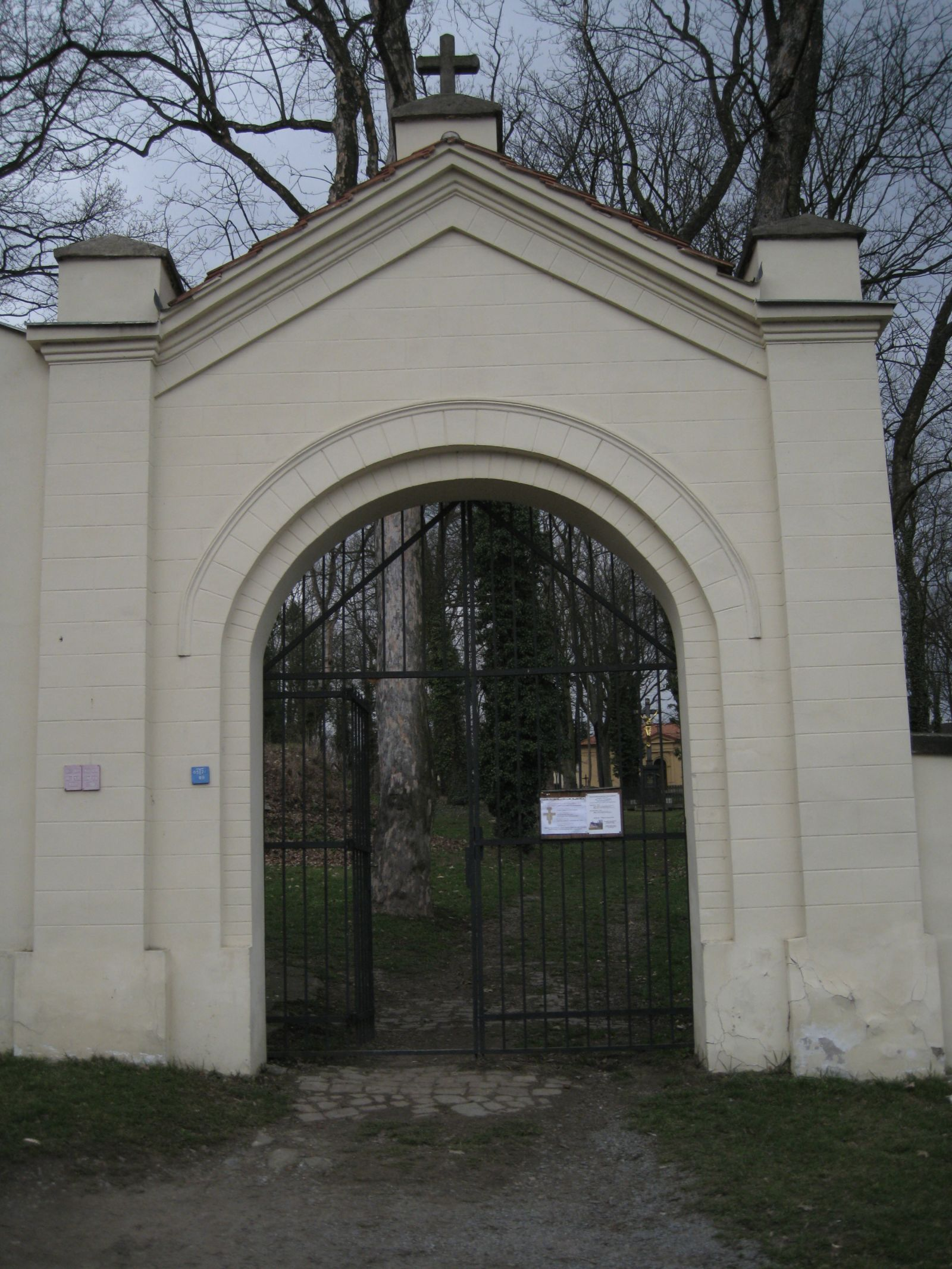
Brána hřbitova
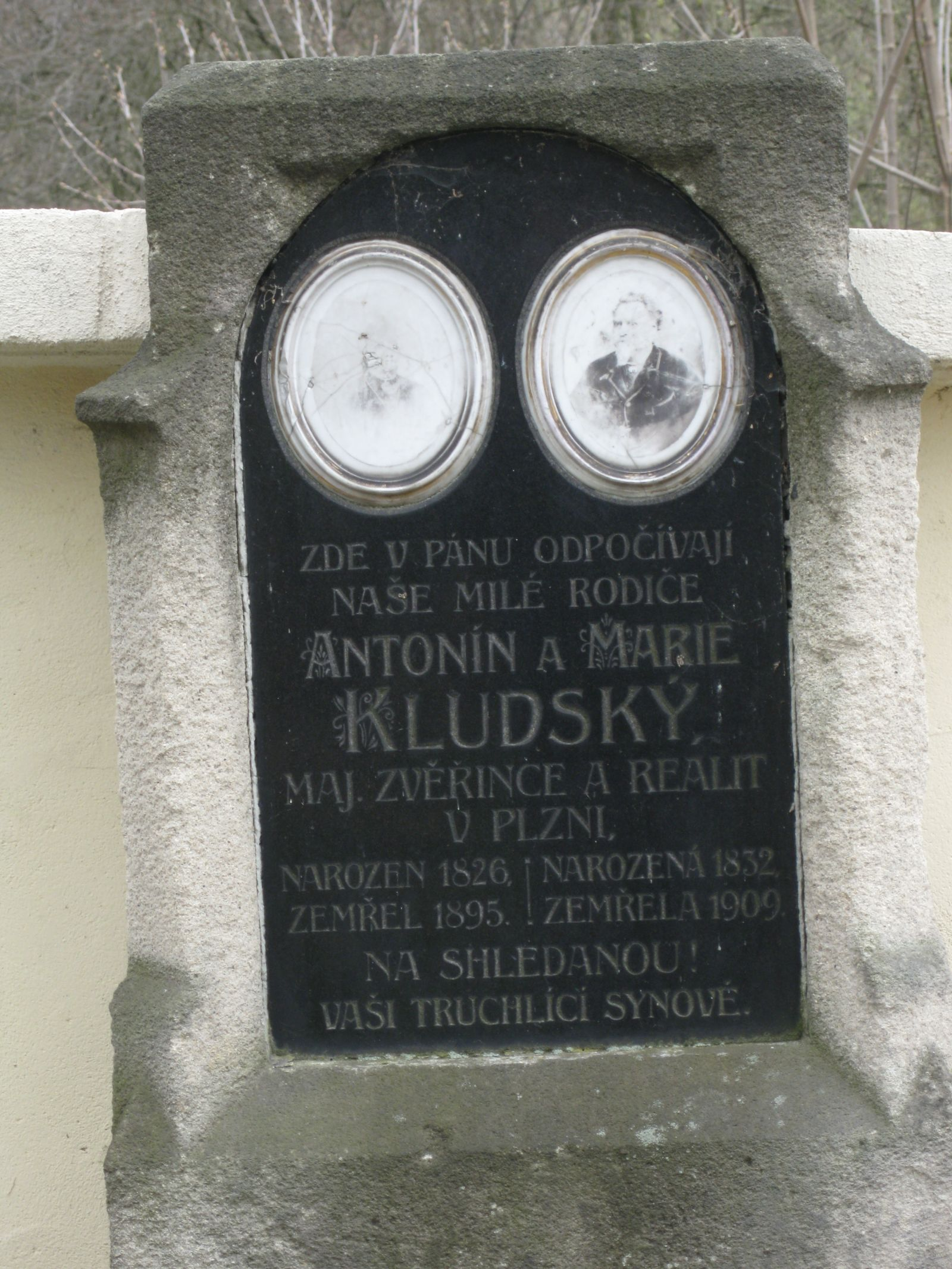
Náhrobek rodiny Kludských
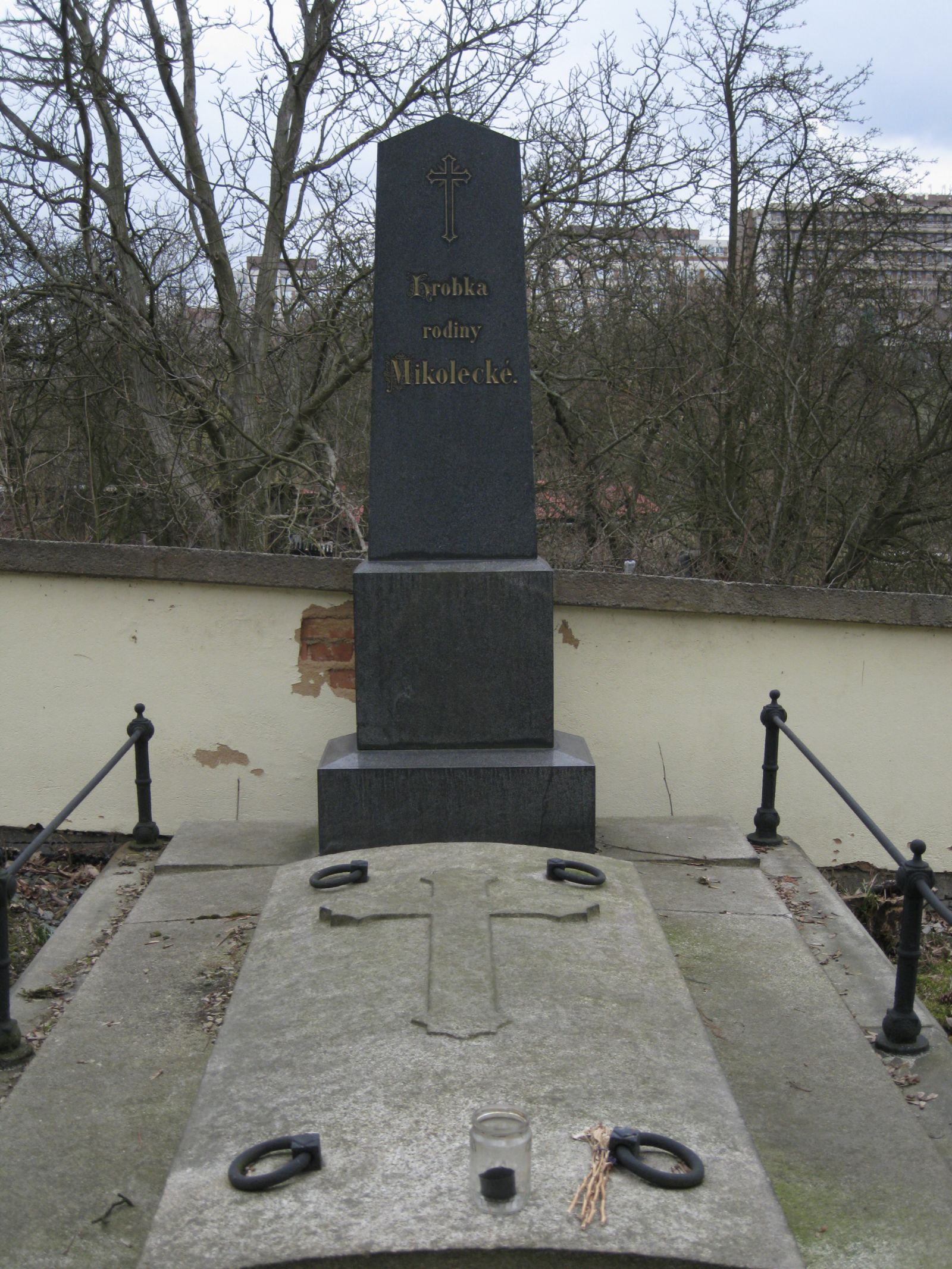
Náhrobek rodiny Mikoletských
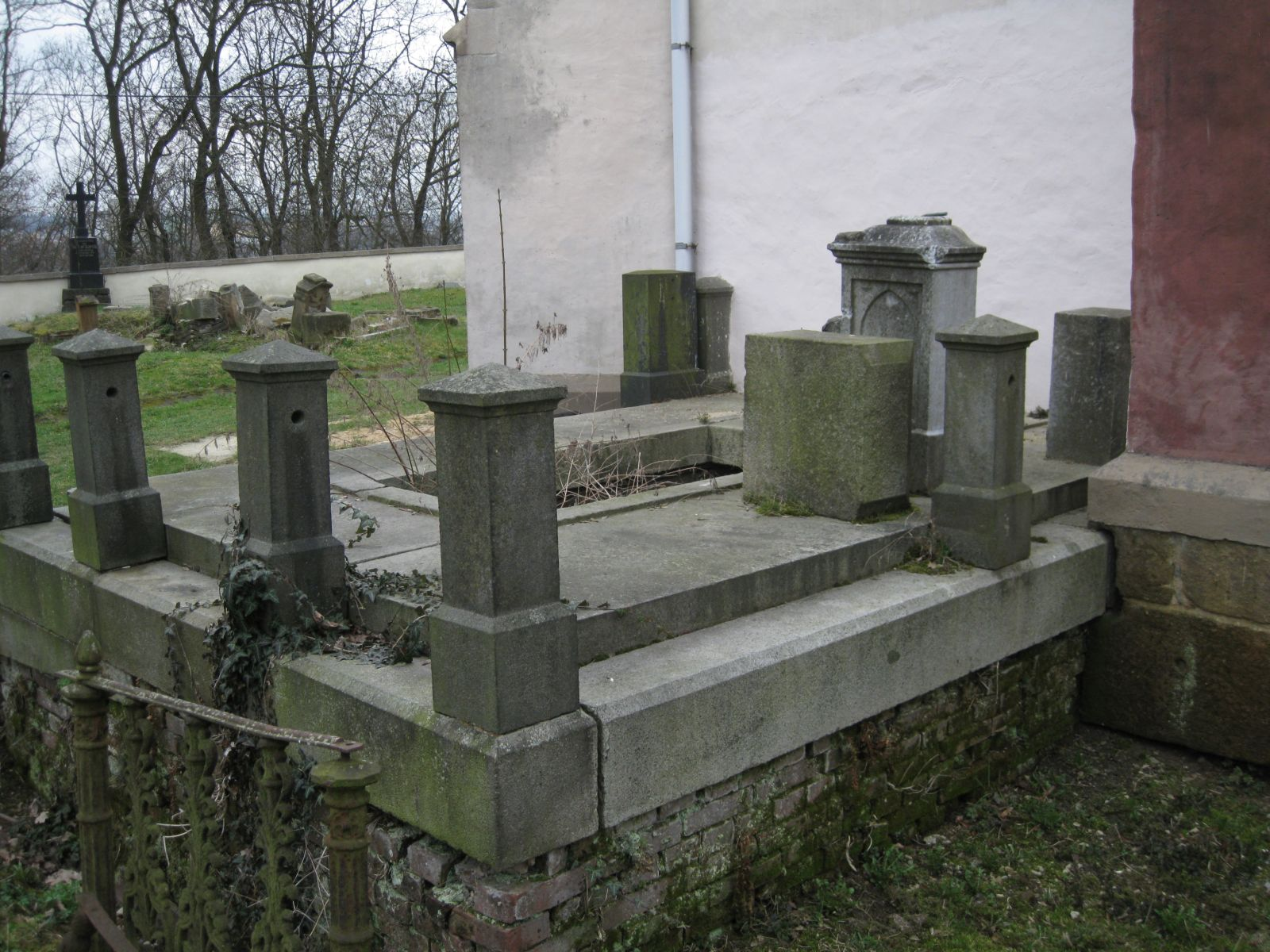
Hrobka poblíž kostela